# Bancada Liberal
Bancada Liberal fue un grupo parlamentario de centroderecha participante del período 2016-2020 del Congreso de la República del Perú creada por iniciativa del Congresista Francesco Petrozzi y presentada el 19 de diciembre de 2018 bajo la tutela del Congresista Alberto de Belaunde y reconocida en ese mismo día por el presidente del Congreso Daniel Salaverry. Sus miembros fueron disidentes del movimiento político Peruanos Por el Kambio y el partido Fuerza Popular.

## Historia
El 19 de diciembre de 2018 el entonces congresista independiente Gino Costa anunció la creación de la Bancada Liberal entre congresistas no agrupados y que él sería el portavoz oficial de dicho grupo. El presidente del Congreso Daniel Salaverry los reconoció ese mismo día como bancada bajo el amparo del Tribunal Constitucional del Perú que definía que «los parlamentarios renunciantes a sus agrupaciones políticas por diferencias de conciencia debidamente fundamentadas, podrán conformar nuevas bancadas, pasar a otros grupos parlamentarios, o formar la bancada mixta», dejando sin efecto la ya declarada inconstitucional ley Antitransfuga —aprobada en 2016— que no permitía la creación o formación de nuevas bancadas por parte de congresistas disidentes o no agrupados. Luego de la disolución del Congreso en el año 2019, la Bancada Liberal fue desactivada; sin embargo dos de sus integrantes se integraron al nuevo Consejo de Ministros designado por presidente Martín Vizcarra. Vicente Zeballos fue designado como Presidente del Consejo de Ministros y Francesco Petrozzi como Ministro de Cultura. Por otra parte, Alberto de Belaunde y Gino Costa se integraron al Partido Morado y consiguieron escaños respectivos durante las elecciones parlamentarias extraordinarias del 2020.

## Integrantes
Los integrantes oficiales fueron cuatro exmiembros del movimiento Peruanos Por el Kambio: Gino Costa, Alberto de Belaunde, Vicente Zeballos, Guido Lombardi y un exintegrante de Fuerza Popular: Francesco Petrozzi. El 5 de enero de 2019 de Belaunde afirmó que la Bancada Liberal no estaba cerrada a aceptar nuevos integrantes.